# Добрий вечір, місіс Кемпбелл
«Добрий вечір, місіс Кемпбелл» (англ. Buona Sera, Mrs. Campbell) — американська комедія 1968 року режисера Мелвіна Френка з Джиною Лоллобриджидою в головній ролі.

## Сюжет

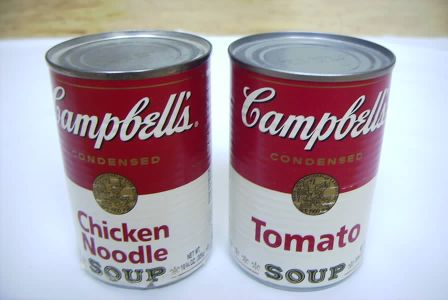
Металеві пушки супу фірми Кемпбелл

Дія фільму розгортається через 20 років після закінчення Другої світової війни в італійському селі Сан-Форіно, де троє колишніх авіаторів — капрал Філ Ньюман (Філ Сільверс), лейтенант Джастін Янг (Пітер Лофорд) і сержант Волтер Бредок (Теллі Савалас) у супроводі своїх дружин беруть участь у зустрічі 293-ї ескадрильї 15-ї повітряної армії США. Минуло двадцять років, як 16-річна італійка Карла (Джина Лоллобриджида) протягом 10 днів завагітніла від котрогось із них і народила дочку Джію (Джанет Марґолін), хоч не знає хто з них є батьком. Щоб захистити свою репутацію, а також репутацію своєї дитини, Карла розповідала ніби вона була вдовою вигаданого армійського капітана Едді Кемпбелла. Придумане прізвище Кемпбелл вона прочитала на металевих пушках супу, які приносили її коханці. Тепер кожен із них дуже хоче вперше зустрітися зі своєю донькою Джією, на утримання якої вони кожного місяця висилали гроші…

## Ролі виконують
- Джина Лоллобриджида — Карла Кемпбелл
- Джанет Марґолін — Джія Кемпбелл
- Філіп Леруа[fr] — Вітторіо
- Наомі Стівенс[en] — служниця Роза
- Філ Сільверс — американський капрал Філ Ньюман
- Шеллі Вінтерс — Шірлі Ньюман
- Пітер Лофорд — американський лейтенант Джастін Янг
- Меріян МакКарго[en] — Лорен Янг
- Теллі Савалас — сержант Волтер Бредок
- Лі Грант — Фрітці Бредок
- Джованна Галлетті[it] — графиня

## Навколо фільму

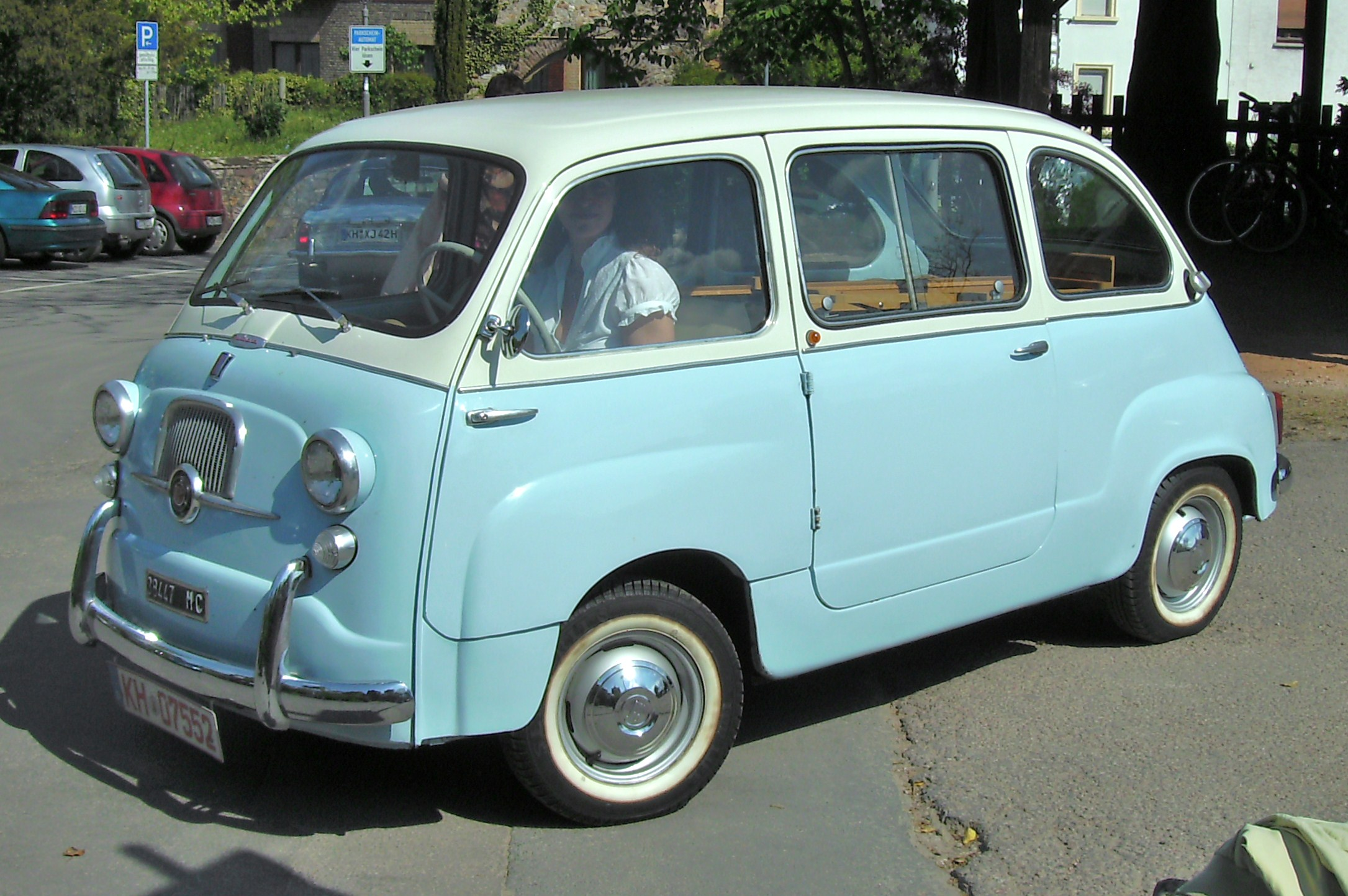
Авто Fiat 600 Multipla

- Червоний спортивний автомобіль місіс Кемпбелл — Fiat 1500 Cabrio. Автомобіль Джії — Renault Caravelle. Кожне таксі є Fiat 600 Multipla.

## Нагороди
- 1969 Премія Давида ді Донателло[1]:
  - за найкращу головну жіночу роль — Джина Лоллобриджида